# رولانداس بيرناتونيس
رولانداس بيرناتونيس مواليد 22 يناير 1987 في كاوناس، هو لاعب كرة يد ليتواني يلعب كظهير أيسر. يلعب حاليا مع نادي سي إس إم بوخارست لكرة اليد ويحمل الرقم 4. مثل منتخب ليتوانيا لكرة اليد.

## المسيرة الاحترافية
لعب مع جرانيتاس كاوناس في سنة 2011، ثم لعب مع نادي أنايتاسونا في الدوري الإسباني من سنة 2011 إلى 2014، ثم لعب مع نادي بورتو ساغونتو لكرة اليد من سنة 2014 إلى 2016، ثم انتقل إلى نادي سي إس إم بوخارست لكرة اليد في الدوري الروماني في سنة 2016.